# Fièvre aphteuse d'août 2007 en Angleterre
La fièvre aphteuse d'août 2007 en Angleterre désigne un foyer de fièvre aphteuse apparu le 2 août 2007 dans le Sud de l'Angleterre dans une ferme près de Guildford, comté de Surrey.

## Les faits
Le 2 août 2007, des symptômes de fièvre aphteuse sont subitement apparus dans un troupeau de vaches d'une ferme près de Guildford, comté de Surrey (60 km au sud-ouest de Londres), en Angleterre. Le lendemain, des tests approfondis effectués durant la journée ont permis de confirmer le diagnostic initial et poussé au courant de la nuit le DEFRA à annoncer officiellement l'existence d'un foyer de fièvre aphteuse et la mise en place de mesures d'urgence. Lors de l'épizootie précédente, en 2001, 2.030 cas avaient été identifiés et plus de 6 millions et demi de bêtes avaient dû être abattues et incinérées, ce qui avait causé 12 milliards d'euros de pertes à l'économie britannique.
Gordon Brown, le Premier ministre britannique, a décidé d'écourter ses vacances pour coordonner la lutte contre la fièvre aphteuse : mise en place d'une zone de protection de 3 kilomètres et un périmètre de surveillance de 10 kilomètres autour de la ferme, arrêt immédiat de tous les déplacements de bétail sur tout le territoire britannique, suspension de toutes les exportations de carcasses, viande et lait à destination de l'Union européenne.

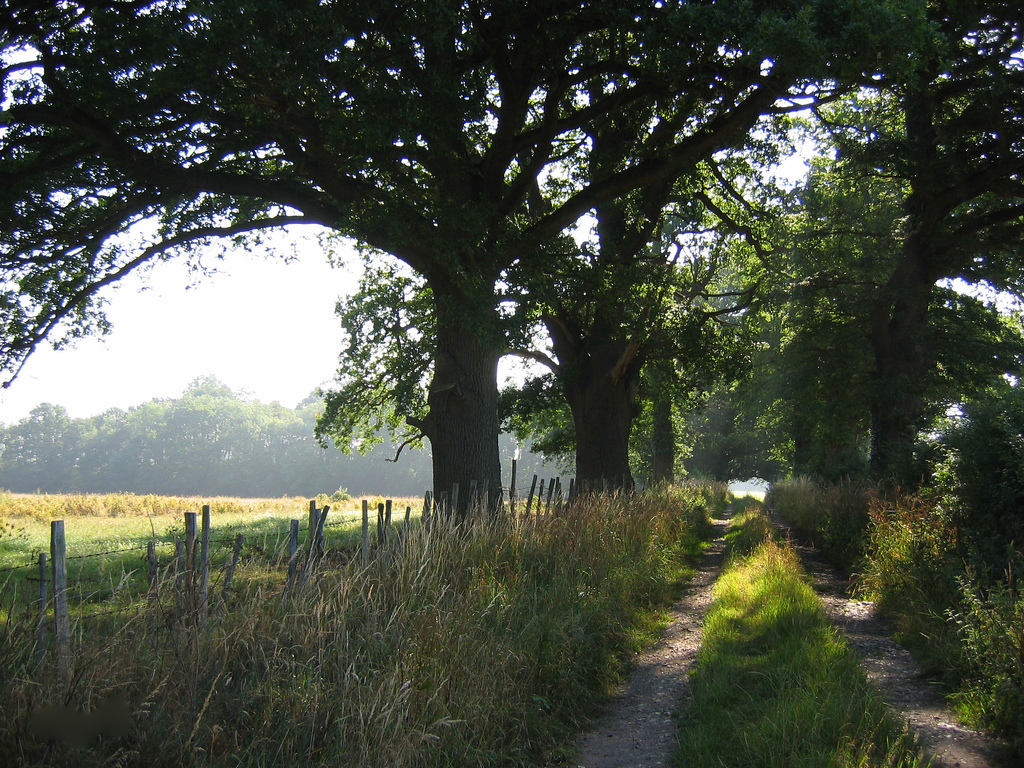
Prairie dans laquelle le bétail broutait avant que la maladie ne se déclare.

Le ministère britannique de l'Environnement a annoncé samedi 4 août que le virus de la fièvre aphteuse découvert dans cette ferme de Grande-Bretagne provient d'une souche très semblable à celle utilisée dans des laboratoires de recherche proches de l'exploitation (souche du virus O1-BFS 67, isolé dans l'épizootie de fièvre aphteuse de 1967 en Grande-Bretagne,). Deux laboratoires sont en cause : situés à Pirbright, l'un est l'Institut pour la santé animale (Institute for Animal Health) qui est géré par le Biotechnology and Biological Sciences Research Council (BBSRC), un organisme gouvernemental, et l'autre est un laboratoire de la société pharmaceutique Merial, propriété du groupe américain Merck et du français Sanofi Aventis. Ce dernier fait partie des quatre seuls laboratoires autorisés par l'Union européenne à manipuler le virus de la fièvre aphteuse en vue de produire des vaccins, les autres étant situés à Cologne, Lyon et Lelystad. L'éventualité d'une libération dans l'environnement d'agents pathogènes de ce site a surpris les experts en sûreté biologique, puisqu'il s'agit d'un laboratoire de type P4, catégorie qui est censée être la plus sûre de tous les niveaux.
Il n'y a pas eu de nouveaux cas décelés les 5 août, le nombre de vaches abattues reste égal à 120, dont 39 étaient atteintes du virus. Par contre dans la journée du 6 août, un 2e foyer est apparu suspect et conduit à un deuxième abattage de bétail, à quelques kilomètres du premier foyer,. Hilary Benn, Secrétaire à l'environnement du gouvernement britannique, a confirmé que c'était un 2e foyer de fièvre aphteuse.
Le 8 août, le gouvernement britannique autorise le déplacement du bétail en Grande-Bretagne, il est à nouveau possible de procéder à l'abattage du bétail situé en dehors de la zone de protection. Par ailleurs, un abattage préventif de bétail a été fait dans une 3e ferme à proximité des deux premières, au total 576 vaches ont été abattues. Les analyses ont cependant démontré plus tard que le bétail de cette 3e ferme n'était pas infecté.
Le 23 août, la Commission européenne annonce que la plupart des exportations de bétail et de produits animaux de Grande-Bretagne pourront reprendre le 25 août, une zone de 10 km autour des deux fermes contaminées reste sous surveillance.

## Réactions à l'apparition du1erfoyer
La rapidité avec laquelle des mesures précises et sévères ont été adoptées dès l'apparition des premiers symptômes est la conséquence de l'expérience vécue lors de l'épizootie de 2001, dont la gestion a été durement critiquée. À cette occasion, il avait été estimé que le nombre d'animaux abattus aurait pu être réduit de 60 % si des mesures de contrôle plus rigoureuses avaient été prises à temps.
La Commission européenne a adopté en procédure d'urgence le 6 août la mesure mise en place par la Grande-Bretagne qui interdit le déplacement ou l'exportation de bétail et de produits animaux hors du pays. L'adoption de ces mesures d'urgence a par la suite été renforcée le 8 août, en prolongeant leur application jusqu'au 25. La Commission se réunira à nouveau le 23 août pour évaluer la situation et adopter de nouvelles mesures.
En France, le ministère de l'Agriculture a décidé de procéder au recensement de toutes les introductions de bovins, ovins, caprins ou porcins en provenance du Royaume-Uni intervenues au cours des 10 derniers jours et d'interdire tout rassemblement des espèces sensibles dans l'attente de ce recensement. 
Le 4 août, le Canada a interdit l'importation de bétail et de produits animaux en provenance du Royaume-Uni. Le même jour, la république d'Irlande a interdit l'importation d'animaux, de viande et de lait non-pasteurisé en provenance du Royaume-Uni. Les États-Unis et le Japon ont, pour leur part, interdit l'importation de porc et de produits porcins.

## Rapports d'inspection
Le 7 août, les inspecteurs du Health and Safety Executive indiquent qu'il y a une forte probabilité que l'origine de la fièvre aphteuse soit l'un des deux laboratoires de Pirbright, l'Institut pour la santé animale géré par le BBSRC ou le laboratoire de la société pharmaceutique Merial, et que la transmission s'est faite par mouvement humain,.

## Conséquences économiques
Il est estimé que les interdictions d'importation de bétail ou de produits animaux vont entraîner environ 30 millions de dollars de perte de revenus à l'industrie britannique par semaine.